# Туранов, Николай Михайлович
Николай Михайлович Туранов (1905 ― 1983) ― советский учёный, дерматовенеролог, доктор медицинских наук, профессор, директор Центрального научно-исследовательского кожно-венерологического института (1948—1980 гг.).

## Биография
Николай Михайлович Туранов родился в 1905 году.
В 1930 году успешно завершил обучение на медицинском факультете Пермского государственного университета. С 1934 по 1936 годы проходил обучение в аспирантуре ЦКВИ, В 1936 году защитил диссертацию на соискание степени кандидат медицинских наук на тему: «Сифилис в Бурят-Монголии». Стал трудиться старшим научным сотрудником ЦКВИ, а с 1937 по 1939 годы работал в должности заведующего организационно-методическим отделом института.
С 1939 по 1946 годы работал в Госконтроле РСФСР и СССР. Сначала выполнял обязанности старшего, а затем главного контролер по здравоохранению. В 1947 году был назначен на должность заместителя начальника управления кадров Министерства здравоохранения СССР. В 1948 году переведён на должность директора Центрального научно-исследовательского кожно-венерологического института. Трудился на этой должности до 1980 года. С 1980 по 1983 годы работал консультантом в этом институте. В 1966 году успешно защитил докторскую диссертацию на тему: «Материалы к истории борьбы с сифилисом в СССР и пути ликвидации заразных форм этой болезни».
Является автором свыше 200 научных работ, которые в основном были посвящены организации борьбы с венерическими и кожными болезнями, совершенствования и унификации методов лечения больных сифилисом и гонореей, серологической диагностики сифилиса и организации контроля за деятельностью серологической лабораторий страны, централизованной апробации поверхностно-активных веществ. Один из представителей редакторской группы атласа «Кожные и венерические болезни». Он автор руководства по дерматовенерологии, а также 9 справочников и 16 сборников научных трудов института.
Активно работал в медицинском научном сообществе. Редактор редакционного отдела «Дерматология и венерология» Большой медицинской энциклопедии. Был членом редколлегии журнала «Вестник дерматологии и венерологии», являлся Учёным медицинского совета Министерства здравоохранения СССР. Был заместителем председателя Всесоюзного и председателем Московского общества дерматовенерологов.
Умер в 1983 году.

## Научная деятельность
Труды, монографии:
- Справочник по организации борьбы с венерическими и заразными кожными болезнями, Москва, 1961.
- Материалы к истории борьбы с сифилисом в СССР и пути ликвидации заразных форм этой инфекции, диссертация, Москва, 1964.
- Актуальные вопросы патогенеза и терапии кожных и венерических болезней, Москва, 1971.
- Методические материалы по диагностике, клинике, лечению и профилактике кожных и венерических заболеваний, Москва, 1974.
- Кожные и венерические болезни, Атлас, Москва, 1977.
- Справочник дерматовенеролога, Ташкент, 1978.

## Награды
Заслуги отмечены наградами:
- Орден Октябрьской Революции (30.12.1975)[3]
- два Ордена Трудового Красного Знамени.
- Орден «Знак Почёта»
- значок «Отличник здравоохранения».
- Заслуженный деятель науки РСФСР.
- Почётная грамота Президиума Верховного Совета Удмуртской АССР.
- Почётная грамота Министерства здравоохранения СССР.
- Почётная грамота Монгольской Народной Республики.